# Guillermo Trinidad
Guillermo Trinidad, vollständiger Name Guillermo Ramón Trinidad Barboza, (* 27. September 1989 in Maldonado, Uruguay oder San Guillermo, Argentinien) ist ein uruguayischer Fußballspieler.

## Karriere
Der 1,76 Meter große Mittelfeldakteur Trinidad stand bereits mindestens in der Spielzeit 2009/10 in Reihen des seinerzeitigen Erstligisten Club Atlético Atenas. In jener Saison bestritt er 16 Erstligaspiele (kein Tor). Beim Verein aus San Carlos absolvierte auch in der Spielzeit 2013/14 22 Partien in der Segunda División. Ein Tor erzielte er nicht. Am Saisonende stieg sein Verein in die höchste uruguayische Spielklasse auf. In der Saison 2014/15 wurde er 24-mal (ein Tor) in der Primera División eingesetzt. Nach dem sofortigen Wiederabstieg wechselte er Anfang August 2015 zum Zweitligakonkurrenten und Lokalrivalen Deportivo Maldonado. In der Saison 2015/16 bestritt er dort 16 Ligapartien (ein Tor). Ende Juli 2016 schloss er sich dem Club Atlético Torque an, für den er in der Saison 2016 sechs Ligaspiele (kein Tor) absolvierte.